# Deaf U
Deaf U é um reality show norte-americano da Netflix que segue um grupo de estudantes universitários surdos e com deficiência auditiva que estudam na Universidade Gallaudet, uma universidade privada licenciada pelo governo federal para a educação de surdos e deficientes auditivos localizada em Washington, D.C. Entre os produtores executivos da série está o ativista surdo, modelo e ator Nyle DiMarco. De acordo com DiMarco, o objetivo da série é "mostrar aos surdos como humanos, de todas as classes sociais".
A série foi lançada em 9 de outubro de 2020 na Netflix.

## Elenco
- Cheyenna Clearbrook
- Rodney Burford
- Tessa Lewis
- Alexa Paulay-Simmons
- Renate Rose
- Daequan Taylor
- Dalton Taylor

## Episódios
| N.º | Título                                | Data de lançamento original |
| --- | ------------------------------------- | --------------------------- |
| 1   | "My Left Ear Broke as S**t"           | 9 de outubro de 2020        |
| 2   | "I Have So Many Questions"            | 9 de outubro de 2020        |
| 3   | "Am I Not Deaf Enough?"               | 9 de outubro de 2020        |
| 4   | "Are You over Me?"                    | 9 de outubro de 2020        |
| 5   | "Do You Usually Bring Girls Here?"    | 9 de outubro de 2020        |
| 6   | "So, I Smash Things"                  | 9 de outubro de 2020        |
| 7   | "I Really Love You, Blah, Blah, Blah" | 9 de outubro de 2020        |
| 8   | "It's Time to Grow Up"                | 9 de outubro de 2020        |